# Zebragesellschaft
Als Zebragesellschaft bezeichnet man im deutschen Steuerrecht eine Personengesellschaft, deren Gesellschafter zum Teil Überschusseinkünfte und zum Teil Gewinneinkünfte erzielen.
Zu den bindenden Feststellungen in einem Grundlagenbescheid gehört die Zuordnung von Einkünften zu einer (bestimmten) Einkunftsart. Verfahrensrechtliche Schwierigkeiten ergeben sich, wenn einige Beteiligte an einer Personengesellschaft den jeweiligen Gesellschaftsanteil im Privatvermögen halten; andere im Betriebsvermögen. Der Große Senat des BFH hat mit Urteil vom 11. April 2005 entschieden, dass bei einer solchen "Mischgesellschaft"  die Bindungswirkung an den Grundlagenbescheid entfällt; dies hat zur Folge, dass das für die persönliche Besteuerung dieses Gesellschafters zuständige (Wohnsitz-)Finanzamt die Entscheidung über die Einkunftsart trifft. Zugleich ist damit gewährleistet, dass auf der Ebene des Folgebescheides (= i. d. R. Einkommensteuerbescheid) gegebenenfalls die Zuordnung der Beteiligung zum Betriebsvermögen (steuerliche Verstrickung) erfolgt.
Typisches Beispiel: An einer vermögensverwaltenden GmbH & Co. KG, die nicht gewerblich geprägt ist, sind die GmbH als Komplementärin und natürliche Personen als Kommanditisten beteiligt. Die GmbH erzielt aus dieser Beteiligung gewerbliche Einkünfte kraft Rechtsform, während die natürlichen Personen Einkünfte aus Kapitalvermögen oder aus Vermietung und Verpachtung erzielen. Verkauft die GmbH & Co. KG ein Mietshaus, das sie mehr als 10 Jahre lang besessen hat, ist der Veräußerungsgewinn, soweit er auf die GmbH entfällt, steuerpflichtig und der übrige Veräußerungsgewinn steuerfrei.